# جان غولمييه
جان غولمييه (بالفرنسية: Jean Gaulmier)‏ (بالفرنسية جان غولمييه): كاتب ومستشرق فرنسي.
ولد غولمييه في 10 آذار 1905 في شارونتون دو شير [الفرنسية]، وتوفي بتاريخ 11 تشرين الأول 1997 في باريس.

## دراسته
حصل غولمييه على الشهادة الثانوية، وكان تخصصه فيها: اللغتين اليونانية واللاتينية عام 1920، واللغة اللاتينية والعلوم والفلسفة في عام 1921، والرياضيات 1922. بعدها تحول لدراسة الآداب. في عام 1925 تقدم لمسابقة الدخول إلى دار المعلمين العليا في باريس لكنه لم ينجح بها.
ثم التفت إلى دراسة الأدب والفلسفة واللغة اليونانية في جامعة السوربون. تعرف من خلال أستاذ الفلسفة إتيان جيلسون على الفلسفة العربية وعلاقتها بفلسفة القديس توما الاكويني.
صمم غولمييه على دراسة اللغة العربية. نصحه أستاذه إتيان جيلسون بلقاء لويس ماسينيون أشهر المستشرق حينذاك. ماسينيون قال لغولمييه بأن: «اللغة العربي هي لغة الله». لذلك انتسب غولمييه عام 1925 إلى مدرسة اللغات الشرقية.
تعرف غولمييه على بعض السوريين المبتعثين للدراسة في فرنسا، مثل زكي الأرسوزي وجميل صليبا وكاظم داغستاني. إن ما تعلمه غولمييه كونه عنده الرغبة بالتعرف أكثر على سوريا.

## عمله في سوريا
بهدف تعلم اللغة العربية، قرر غولمييه الذهاب إلى لبنان عام 1928، حيث التحق لمدة عامين بالجيش الفرنسي في بيروت. وهكذا بدأت مرحلة جديدة من حياته، إذ سيبقى غولمييه في لبنان وسوريا لمدة ربع قرن. بعد ثمانية أشهر من وصوله إلى لبنان، تم فرزه من الجيش، وكلف بوظيفة «مستشار التعليم في دمشق». ثم مديراً للتدريسات الفرنسية في مدينة حماة.
في عام 1932، تم تعيينه مدرساً للفلسفة في دمشق لمدة سنتين، ثم في عام 1934 انتقل إلى حلب، حيث بقي حتى عام 1939. خلال هذه السنوات الثلاثة عشر التي عمل فيها مدرساً، كان أيضاً مفتشاً على المدراس.
في عام 1939 جند في الجيش، وتم تسريحه عام 1941. عمل بعدها مع قوات فرنسا الحرة، من خلال مدها بمعلومات عما يدور في مدسنة حلب.
تعرف على الجنرال ديغول خلال زيارته إلى حلب. تم تكليفه بقسم المعلومات والراديو التابع لفرنسا الحرة في بيروت حتى 1944.
بعد إقامة وجيزة في الجزائر، عاد غولمييه إلى بيروت عام 1945، حيث عمل استاذاً لمدة ست سنوات في مدرسة الآداب العليا في جامعة القديس يوسف.

## عمله في فرنسا
بعد عودته إلى فرنسا في عام 1951، عمل مدرساً في جامعة ستراسبورغ. إضافة إلى عمله في وظائف أخرى إدارية، منها: مديراً لمعهد إعداد معلمي التعليم الثانوي.
كما قام بعدة مهمات في أفريقيا لصالح اليونسكو: مهمة في المغرب عام 1958 للدراسة التخطيط المدرسي وتعريب التعليم. مهمة في ساحل العاج عام 1961 لتأهيل برامج التعليم. في الكاميرون عام 1963 لدراسة توحيد أنظمة التعليم في الكاميرون الشرقية والغربية.
في عام 1969انتخب مدرساً في جامعة السوربون، حيث عمل فيها حتى تقاعده عام 1975.

## مؤلفاته
- À la manière de...1942, Le Caire, Éditions du Scribe égyptien, 1942.
- Terroir, Rieder, 1931, réédition Éditions Jean-Claude Lattès, 1984
- Matricule Huit, Rieder, 1932, réédition Éditions Jean-Claude Lattès, 1985
- Hélène et la solitude, Éditions Jean-Claude Lattès, 1986
- Charles de Gaulle écrivain, Louis Charlot, 1945
- L’idéologue Volney, Imprimerie Catholique, 1951
- Gérard de Nerval et les Filles du Feu, Nizet, 1957
- Un grand témoin de la Révolution : Volney, Hachette, 1959
- L’univers de Marcel Jouhandeau, Nizet, 1959
- Le Spectre de Gobineau, Jean-Jacques Pauvert, 1965
- Michelet, coll. Les Écrivains devant Dieu, Éditions Desclée de Brouwer, 1968
- Gobineau et sa fortune littéraire, Ducros, 1971
- Autour du romantisme : de Volney à J.-P. Sartre, Éditions Ophrys, 1977
- Anthologie de Gaulle, France-Levant, 1942. repris Ed. Hutchinson, Londres 1943
- Aragon, Le Crève Cœur, Beyrouth, Problèmes français, 1942, avec une introduction de Jean Gaulmier, Imprimerie de La Syrie et l'Orient, 1943
- Péguy et nous, choix de Jean Gaulmier, collection « Problèmes français », Beyrouth, 1943
- Discours aux Français du Général de Gaulle, France-Levant, 1943
- Khalil Zahiri, Zubda Kachf al-Mamalik, Institut français de Damas, 1950
- Volney, Voyage en Égypte et en Syrie, Mouton, 1959
- André Breton, Ode à Charles Fourier, Klincksieck, 1961
- Les Mille et une Nuits, Garnier-Flammarion, 1965
- Gobineau, Nouvelles asiatiques, Garnier, 1965 (prix du Syndicat des critiques pour la meilleure édition en 1966)
- Gobineau, Le Mouchoir rouge et autres nouvelles, Garnier, 1968
- Renan, Vie de Jésus, Éditions Gallimard, 1974
- Gobineau, Œuvres, Éditions Gallimard, 1975
- Jean Gaulmier, un orientaliste : recueil des textes publiés dans le Bulletin des études orientales, 1929-1972, Damas, Presses de l’Ifpo,coll. « Ifpoche », 2006, 192 p.; Réédition en ligne (2012), revue et augmentée d’un article supplémentaire et d’une nouvelle introduction

## وصلات خارجية
- المعهد الفرنسي للشرق الأدنى